# Phare du Pilier
Le phare du Pilier fait partie de la commune de Noirmoutier-en-l'Île, Vendée.
Géré depuis 1905 par le Service des phares et balises de Saint-Nazaire, en Loire-Atlantique, ce phare, construit sur l'île du Pilier, fait partie du dispositif de balisage sud de l'estuaire de la Loire.
L'île du Pilier est un site protégé du conservatoire du littoral.

## Historique

### Premier phare
- En 1829, construction d'une tour cylindrique en maçonnerie de pierre de taille de 29,50 m (32,50 m au-dessus de la mer) sur un soubassement carré. Elle est équipée d'un feu fixe blanc varié de 4 minutes en 4 minutes par des éclats précédés et suivis de courtes éclipses.
- En 1860, restauration de la tour et construction des dépendances pour les gardiens.
- En 1870, modification de la lanterne pour recevoir un brûleur au pétrole, mais la chaleur dégagée est telle que les soudures de la lanterne fondent et nécessite la construction d'une nouvelle tour.

### Deuxième phare
- En 1877, rallumage du même feu sur une tour en forme de tronc de pyramide en moellons de 30,20 m sur un soubassement carré en pierres apparentes.
- En 1903, installation d'un feu à 3 éclats groupés blancs toutes les 20 secondes.
- En 1910, installation d'une sirène de brume.
- En 1934, remplacement par appareil sonore plus puissant.
- Le 13 août 1945, rallumage du feu après la deuxième guerre mondiale et remise en route de la sirène en 1946.
- En 1966, installation de deux aérogénérateurs sur pylône.

## Phare actuel
Le phare actuel a été automatisé en 1996 ; il est télécontrôlé depuis Saint-Nazaire.
Sa lanterne, de grande taille, est peinte en rouge.
Sur la face sud-est du phare, une demi-lanterne installée à 7 m au-dessus du sol, dispense un feu scintillant continu de secteur rouge.
À côté, l'ancienne tour cylindrique est surmontée de l'ancienne radio-balise.
Entre les deux, se trouvent les anciens locaux techniques et logements de gardiennage.
Le phare fait l’objet d’une inscription au titre des monuments historiques depuis le 2 décembre 2011, puis classé le 3 octobre 2012.